# Siarczan niklu(II)
Siarczan niklu(II), NiSO4 – nieorganiczny związek chemiczny, sól niklowa kwasu siarkowego. Jego forma siedmiowodna występuje naturalnie jako minerał morenozyt.

## Właściwości
Bezwodny siarczan niklu występuje jako żółte regularne kryształy łatwo rozpuszczalne w wodzie. Heksahydrat występuje w dwóch formach – niebieskiej tetragonalnej α, która powyżej 53,3 °C przechodzi w zieloną jednoskośną formę β izomorficzną z sześciowodnym siarczanem magnezu. Współczynnik załamania wynosi 1,511. Heptahydrat tworzy zielone romboedryczne kryształy o współczynniku załamania 1,467. Formy uwodnione tracą całą wodę krystalizacyjną pod wpływem ogrzewania ponad 100 °C. Dobrze rozpuszczają się w wodzie i alkoholu.
W temperaturze 848 °C bezwodny siarczan niklu rozkłada się do tlenku niklu i tritlenku siarki:
NiSO4 → NiO + SO3

## Otrzymywanie
Wielkoskalowo, siarczan niklu produkowany jest w wyniku reakcji przeprowadzanej w fazie gazowej pomiędzy tetrakarbonylkiem niklu, dwutlenkiem siarki i tlenem w temperaturze 100 °C:
Ni(CO)4 + SO2 + O2 → NiSO4 + 4CO
Siarczan niklu otrzymuje się także poprzez reakcję niklu, tlenku niklu lub węglanu niklu z kwasem siarkowym:
Ni + H2SO4 → NiSO4 + H2↑
NiO + H2SO4 → NiSO4 + H2O
NiCO3 + H2SO4 → NiSO4 + CO2 + H2O
Dodanie do powstałego roztworu rozcieńczonego węglanu baru umożliwia usunięcie zanieczyszczeń.

## Zastosowanie
Siarczan niklu stosuje się głównie jako elektrolit do niklowania i w rafinacji elektrolitycznej. Jest także używany jako zaprawa farbiarska oraz do czernienia cynku i mosiądzu.
Otrzymuje się z niego szereg innych związków niklu. W roztworach wodnych powstają nierozpuszczalne sole niklu, np.
3Ni2+ + 2PO3−4 → Ni3(PO4)2
Ni2+ + 2CN−
 → Ni(CN)2
W reakcjach siarczanu niklu z siarczanem amonu lub siarczanami metali alkalicznych powstają sole podwójne będące izomorficzne z odpowiednimi solami m.in. żelaza, kobaltu, magnezu i cynku.